# George Pemba
George Milwa Mnyaluza Pemba, né le 2 avril 1912 à Korsten, Port Elizabeth et mort le 12 juillet 2001, est un artiste peintre et écrivain sud-africain
Il a reçu la médaille de l'ordre de l'Ikhamanga, à titre posthume.

## Biographie
George Milwa Mnyaluza Pemba est né en 1912 à Hill's Kraal, Korsten, Port Elizabeth. Il est le cinquième enfant de Rebecca et Titus Pemba. Il fréquente l'école primaire de la mission Van der Kemp jusqu'en 1924, date à laquelle il remporte la bourse Grey pour se rendre à l'école secondaire Paterson. Enfant, il est encouragé par son père à dessiner et à peindre. Il commence donc à peindre des peintures murales dans la maison familiale et à réaliser des portraits à partir de photographies des employeurs de son père. Son père meurt dans un accident de moto en 1926.
Il obtient une bourse d'études Grey qui lui permet de suivre un enseignement post primaire. En 1931, il décroche un diplôme de professeur dans le collège Lovedale Training situé au Cap oriental. Dans cet établissement, George Milwa Mnyaluza Pemba produit des illustrations pour des livres publiés par Lovedale Press. Il est encadré par le révérend RHW Shepherd, le dernier directeur ordonné de Lovedale. Il y travaille jusqu'en 1936 puis occupe un poste d'enseignant à l'école de la mission Wesleyan à King William. Après sept ans de professorat il s'oriente vers le tribunal du commissaire autochtone où il est nommé messager, puis devient percepteur de loyer pour l'administration du canton.
L'année suivante, grâce à une bourse du Bantu Welfare Trust il suit durant cinq mois les cours du professeur Austin Winter Moore de l'université Rhodes. Pemba gagne une deuxième bourse en 1941, avec laquelle il effectue un stage de deux semaines dans l'atelier de Maurice van Essche situé au Cap, pour suivre des cours d'art. C'est là que Pemba rencontreJohn Mohl et Gerard Sekoto, un peintre et musicien sud-africain considéré comme un pionnier de l'art urbain noir. Ils l'encouragent à travailler à plein temps et à s'orienter vers la peinture à l'huile. De ce fait Pemba voyage beaucoup à travers l'Afrique du Sud. Il s'est notamment rendu à Johannesbourg, Durban, KwaZulu-Natal, Umtata et Basutoland afin d'y brosser les portraits des peuples autochtones rencontrés dans ces régions.
De 1952 à 1978, il complète ses revenus en vendant des produits d'épicerie dans un magasin situé dans un centre commercial appelé Gabby's Store. Après cela, Pemba enseigne l'art aux enfants de l'institut SA des relations raciales. En 1979, il acquiert une maîtrise honorifique en arts de l'université de Fort Hare. George Pemba devient un artiste de renom, connu pour ses aquarelles et ses peintures à l'huile.
En 1991 une exposition de ses peintures réalisées depuis 1940 se tient dans la galerie Everard Read. En 1992, une deuxième exposition commémore son 80e anniversaire, il fut également célébré en présence de l'artiste à la galerie King George VI Art de Port Elizabeth.

### Carrière
La première œuvre de George Milwa Mnyaluza Pemba fut exposée au Feather Market Hall de Port Elizabeth en 1928 alors qu'il était âgé de seize ans. En 1934, George Milwa Mnyaluza Pemba fut admis à l'hôpital à la suite d'une appendicite aiguë. Durant son séjour, il dessinera des croquis d'infirmières et de médecins qui ont attiré l'attention de la peintre paysagiste Ethel Smythe. De ce fait l'artiste s'est intéressée à Pemba en lui a offrant sa tutelle, elle possédait une vaste collection de livres qui initièrent Pemba aux travaux de Rembrandt, Harmenszoon van Rijn, Diego Velázquez, et surtout à l'impressionnisme. En 1937, Pemba reçoit le premier prix du concours Esther Bedford. Sa première commande date de 1950, sous la forme d'un portrait de l'éducateur et activiste, le professeur Davidson Don Tengo Jabavu pour l'université de Fort Hare. 
George Milwa Mnyaluza Pemba a produit un dessin satirique pour la première édition du journal Isizwe du Congrès national africain, publié en juin 1959.
Pemba fut également écrivain qui composa et mis en scène deux pièces de théâtre - The Story of Nongqawuse et The Xhosa Prophet Ntsikana pour lesquelles il fit des illustrations.

## Reconnaissance et récompenses
Les peintures de Pemba sont réputées par leur composition et l'utilisation audacieuse de la couleur. L'artiste est un pionnier du réalisme social en Afrique du Sud. 
En 1995, un documentaire relatif à George Pemba fut produit par Barry Feinberg en collaboration avec le Centre d'histoire et de culture Mayibuye.
En 1996, la Galerie nationale sud-africaine d'Iziko a organisé une rétrospective de son travail intitulée Exposition rétrospective George Milwa Mnyaluza Pemba.
En 2004, le gouvernement sud-africain a décerné à Pemba l'ordre de l'Ikhamanga (échelon Or) à titre posthume pour sa contribution à l'art et à la littérature.
En 2012, à l'occasion du 100e anniversaire de la naissance de l'artiste, la poste sud-africaine a publié une série de 10 timbres commémoratifs illustrant certaines des œuvres les plus connues de Pemba. 300 000 timbres miniatures furent également édités et mis en circulation. 
En 2017, une exposition regroupa les œuvres de Pemba dans le musée d'art Nelson-Mandela.